# Narcissus rupicola
El narciso de roca (Narcissus rupicola) es una especie de planta de la familia de las amarilidáceas.

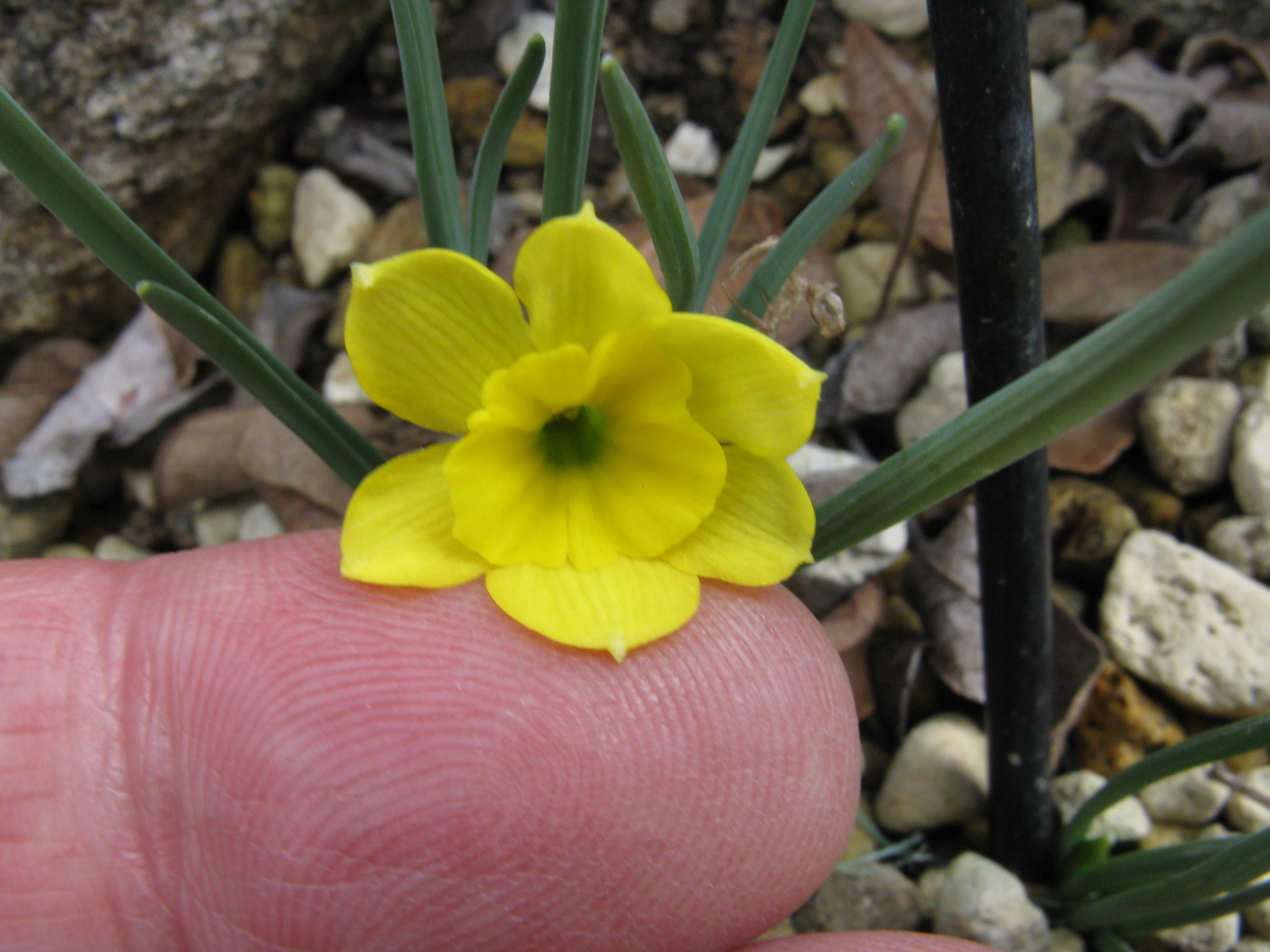
Detalle de la flor

## Descripción
Tiene entre 8 y 20 cm de altura. Su tallo surge del bulbo subterráneo del que igualmente surgen las hojas, de hasta 3 mm de anchas, largas y con dos líneas resaltadas por abajo. La flor, o hasta 3 flores por bulbo a veces, surgen en primavera, (y en verano en las alturas de las sierras, donde crece hasta gran altura), de color amarillo fuerte, más erectas que otras del  género. Las piezas florales externas se abren totalmente,  anchas y redondeadas, y las internas igualmente soldadas, forman una corona acampanada corta. El fruto se desarrolla abultando considerablemente el ovario al final del largo tubo que forma la flor, en su conexión con el tallo.

## Distribución y hábitat
En el centro de la península ibérica. Crece en lugares rocosos, en las repisas y fisuras de las peñas, donde aparentemente no hay sustrato vegetal.

## Taxonomía
Narcissus rupicola fue descrita por Dufour in J.J.Roemer & J.A.Schultes y publicado en  Syst. Veg. 7: 958 en el año 1830.
Etimología
Narcissus nombre genérico que hace referencia  del joven narcisista de la mitología griega Νάρκισσος (Narkissos) hijo del dios río Cephissus y de la ninfa Leiriope; que se distinguía por su belleza. 
El nombre deriva de la palabra griega: ναρκὰο, narkào (= narcótico) y se refiere al olor penetrante y embriagante de las flores de algunas especies (algunos sostienen que la palabra deriva de la palabra persa نرگس y que se pronuncia Nargis, que indica que esta planta es embriagadora). 
rupicola: epíteto latino que significa "con hábitat en las rocas".
Variedades aceptadas
- Narcissus rupicola subsp. marvieri (Jahand. & Maire) Maire & Weiller, in Fl. Afr. Nord 6: 60 (1959).
- Narcissus rupicola subsp. rupicola.
- Narcissus rupicola subsp. watieri (Maire) Maire & Weiller, in Fl. Afr. Nord 6: 61 (1959).

Sinonimia
- Narcissus auricolor Rivas Goday
- Narcissus juncifolius subsp. rupicola (Dufour) Baker
- Narcissus rupicola subsp. auricolor (Rivas Goday) Rivas Goday
- Philogyne rupicola (Dufour) M.Roem.[4]

## Nombre común
Campanitas, campanitas de las riscas, campanitas de las zorras, candeleros, junquillo, junquillo bueno, junquillo común, narciso de roca.